# Peristeri BC
O Peristeri BC (em grego:  Περιστερίου K.A.E.) é um clube de basquetebol baseado em Peristeri, Atenas, Grécia que atualmente disputa a Liga A1 e Liga dos Campeões. Manda seus jogos na Arena Peristeri - Andreas Papandreou com capacidade para 4.000 espectadores.

## Histórico de Temporadas
| Temporada | Nível | Liga    | Pos. | J     | PL  | Resultado        | Competições internacionais |
| --------- | ----- | ------- | ---- | ----- | --- | ---------------- | -------------------------- |
| 2013-14   | 3     | Liga B  | 9    | 11-14 |     |                  |                            |
| 2014-15   | 3     | Liga B  | 5    | 16-10 |     | Promovido        |                            |
| 2015-16   | 2     | Liga A2 | 12   | 10-18 |     | Rebaixado        |                            |
| 2016-17   | 3     | Liga B  | 1    | 26-4  |     | Promovidocampeão |                            |
| 2017-18   | 2     | Liga A2 | 1    | 29-1  |     | Promovidocampeão |                            |
| 2018-19   | 1     | Liga A1 | 4    | 17-9  | 2-4 | Semifinais       |                            |
| 2019-20   | 1     | Liga A1 |      |       |     |                  | 3 Liga dos campeões OF     |

fonte:eurobasket.com

## Títulos

### Liga A2 (segunda divisão)
- Campeão (3):1988–89, 2008–09, 2017–18

### Liga B (terceira divisão)
- Campeão - Norte (3):1982–83, 2006–07, 2016–17